# Эль-Абделлауи, Юнас
Ю́нас Эль-Абделлауи́ (норв. Jones El-Abdellaoui; араб. يونس عبد اللاوي‎; 12 января 2006) — норвежский футболист, нападающий клуба «Сельта».

## Клубная карьера
Выступал за юношеские команды клубов «Шейд» и «Волеренга». 8 ноября 2021 года 15-летний игрок подписал с «Волеренгой» свой первый профессиональный контракт. 7 августа 2022 года дебютировал в основном составе «Волеренги» в матче Элитсерии против клуба «Олесунн». 4 июня 2023 года забил свой первый гол в Элитсерии в матче против клуба «Будё-Глимт».
В августе 2023 года отправился в аренду в клуб «КФУМ Осло» до конца года.
В августе 2024 года продлил свой контракт с «Волеренгой» до 2027 года.

## Карьера в сборной
Выступал за сборные Норвегии до 15, до 16, до 17 и до 18 лет.

## Личная жизнь
Двоюродный брат футболистов Мохаммеда Абделлауе, Омара Элабделлауи и Мустафы Абделлауе.